# Gallus Berger
Gallus Berger (* 10. April 1903 in Buchs SG; † 6. Februar 1982 in Zürich) war als Präsident des Schweizerischen Bau- und Holzarbeiterverbandes (SBHV) und sozialdemokratischer Nationalrat in den 1950er und 1960er Jahren eine herausragende Figur der schweizerischen Arbeiterbewegung.
Berger war Bürger von Salez im St. Galler Rheintal und machte eine Maurerlehre in Chur. Nach einer Zusatzausbildung als Gipser in Zürich arbeitete er als Maurer und Vorarbeiter in verschiedenen Orten der Schweiz, in Frankreich und Belgien. 1927 kam er wieder nach Zürich zurück. Als aktiver Vertrauensmann der Bauarbeitergewerkschaft wurde er 1936 Sekretär der Sektion Winterthur des SBHV und 1939 Zentralsekretär. 1956 bis 1968 präsidierte er den Schweiz. Bau- und Holzarbeiterverband und gehörte in dieser Funktion auch dem Vorstand der Internationalen der Bau- und Holzarbeiter an. 1955 wurde er im Kanton Zürich auf der sozialdemokratischen Liste in den Nationalrat gewählt, dem er bis 1971 angehörte. Im Parlament waren Fragen des Arbeitsrechts und der Sozialversicherung sein Spezialgebiet. Berger war auch aktiv in der Genossenschaftsbewegung.
| Personendaten    | Personendaten       |
| ---------------- | ------------------- |
| NAME             | Berger, Gallus      |
| KURZBESCHREIBUNG | Schweizer Politiker |
| GEBURTSDATUM     | 10. April 1903      |
| GEBURTSORT       | Buchs SG            |
| STERBEDATUM      | 6. Februar 1982     |
| STERBEORT        | Zürich              |